# 切扎尔·德勒格尼策
切扎尔·德勒格尼策（羅馬尼亞語：Cezar Drăgăniță，1954年2月13日—），罗马尼亚男子手球运动员。他曾代表罗马尼亚国家队参加1976年和1980年夏季奥林匹克运动会手球比赛，获得一枚银牌和一枚铜牌。